# امیل امپنزا
امیل امپنزا (به انگلیسی: Émile Mpenza) بازیکن فوتبال اهل بلژیک و عضو تیم ملی فوتبال بلژیک است که در تاریخ ۱۱ فوریه ۱۹۹۷ میلادی اولین بازی ملی‌اش را مقابل تیم ملی فوتبال ایرلند شمالی انجام داد. او در ۵۷ بازی ملی حضور داشت و جمعاً ۳۸۹۰ دقیقه برای تیم ملی فوتبال بلژیک به میدان رفت. امیل امپنزا آخرین بازی ملی خود را در تاریخ ۱۴ اکتبر ۲۰۰۹ میلادی در برابر تیم ملی فوتبال استونی انجام داد. وی در بازی‌های ملی‌اش ۱۹ گل به ثمر رساند.